# بانيجي جروب
بانيجي جروب هي شركة فرنسية عالمية للإنتاج والتوزيع تقوم بإنشاء محتوى بجميع أنواعه لمنصات التلفزيون والوسائط المتعددة التي تأسست في يناير 2008 بواسطة ستيفان كوربيت باسم بانيجي للترفيه .
من خلال علاماتها، تجمع بانيجي جروب والشراكات الاستراتيجية التي تم تطويرها مع المواهب ورجال الأعمال حول العالم، الشركة موجودة في 16 منطقة في أوروبا ( فرنسا ، إسبانيا ، إيطاليا ، بلجيكا ، هولندا ، ألمانيا ، المملكة المتحدة ، السويد ، الدنمارك والنرويج وروسيا وفنلندا ) والولايات المتحدة وآسيا (بما في ذلك الهند ) واستراليا ونيوزيلندا . 
جعل اندماج بانيجي جروب مع زودياك ميديا، الذي اكتمل في فبراير 2016 ، الشركة أكبر منتج مستقل للمحتوى في العالم بعائدات تبلغ حوالي مليار دولار.  يتم توزيع الكتالوج الخاص به لأكثر من 20,000 ساعة من المحتوى في جميع الأنواع، 50 ٪ منها من برامج طرف ثالث من المنتجين والشبكات المستقلة، على الصعيد العالمي من قبل بانيجي للحقوق الفكرية.   في عام 2019 ، أعلنت الشركة عن شراء مجموعة اينمول شاين مع زيادة كتالوجها إلى 90,000 ساعة من المحتوى في جميع الأنواع وما يقرب من 200 شركة لإنتاج الأفلام والتلفزيون. 
برئاسة ستيفان كوربيت وبقيادة ماركو باسيتي (الذي كان في الماضي الرئيس التنفيذي لشركة إندمول) ، تخضع بانيجي جروب لسيطرة ال دي اتش (67٪) وفيفندي (33٪).

## مجموعة شركات
تشمل شركات مجموعة بانيجي حاليًا ما يلي: 
- 7Wonder (United Kingdom)
- Adventure Line Productions (France)
- Air Productions (France)
- Atlantis Film (Italy)[10]
- Aurora TV (Italy)
- Banijay Asia
- Banijay Finland
- Banijay Italia (formed from merger of DRYMEDIA and Magnolia Italy)[10]
- Banijay Productions
- Banijay Productions Germany
- Banijay Studios France
- Banijay Studios Italy
- Banijay Studios North America
- BlackLight (United Kingdom)
- Brainpool (Germany)
- Bunim/Murray Productions (United States)
- Castaway Television Productions (United Kingdom)
- The Comedy Unit (United Kingdom)
- Cuarzo Producciones (Spain)
- Dlo/Magnolia (Spain)[11]
- Fearless Minds (United Kingdom)
- Fortune Cookie (France)[12]
- Good Times (Germany)[13]
- GTV Productions (France)[14]
- H2O Productions (France)
- ITV Movie (Italy)[10]
- IWC Media (United Kingdom)
- Jarowskij (Sweden)
- KM Production (France)
- Little Wonder (United Kingdom)[15]
- Mastiff Television
  - Mastiff Denmark
  - Mastiff Norway
  - Mastiff Russia
  - Mastiff Sweden
- Neon Ink Productions (United Kingdom)[16]
- Nonpanic (Italy)
- Non Stop People (24/7 celebrity news cable television channel; France/Spain)
- Nordisk Film TV  [لغات أخرى]‏
  - Nordisk Film TV Denmark  [لغات أخرى]‏
  - Nordisk Film TV Norway  [لغات أخرى]‏
  - Nordisk Film TV Sweden  [لغات أخرى]‏
- Pineapple Entertainment (Denmark)
- Respirator (Denmark)
- RDF Television (United Kingdom)[17]
  - Fizz (United Kingdom)[17]
  - RDF West (United Kingdom)[17]
- Screentime (Australia)
  - Screentime New Zealand
- Shauna Events (France)[18]
- Sol (India)
- Stephen David Entertainment (United States)
- Terence Films (France)[19]
- Touchpaper Television (United Kingdom)
- Yellow Bird  [لغات أخرى]‏ (Sweden)
  - Yellow Bird UK  [لغات أخرى]‏[20]
- Zodiak Belgium
- Zodiak Finland
- وسائل الإعلام زودياك  [لغات أخرى]‏ Ireland
- Zodiak Kids (France/United Kingdom)
- Zodiak Nederland

## روابط خارجية
- بانيجي جروب على موقع IMDb (الإنجليزية)
- الموقع الرسمي